# Chisbury
Chisbury est un hameau du Wiltshire, en Angleterre. Il est situé dans l'est du comté, à une dizaine de kilomètres au sud-est de la ville de Marlborough. Administrativement, il est rattaché à la paroisse civile de Little Bedwyn.

## Toponymie
Le nom est attesté sous la forme Cissanbyrig dans le Burghal Hidage, compilé au début du XIe siècle. Le second élément correspond clairement au vieil anglais byrig, forme dative du substantif burh désignant une place fortifiée, mais le premier élément est plus obscur. Il pourrait faire référence à un individu nommé Cissa ou provenir d'un substantif *cisse désignant un endroit graveleux.

## Histoire
Des artéfacts du Paléolithique, du Néolithique et de l'âge du bronze ont été retrouvés à Chisbury Hill, mais la colline fortifiée remonte au Ier siècle, vers la fin de l'âge du fer britannique. Elle est réoccupée à l'époque anglo-saxonne et fait partie des forteresses mentionnées dans le Burghal Hidage.
Une chapelle dédiée à saint Martin est édifiée au flanc de la colline au XIIIe siècle. Elle cesse de servir de lieu de culte vers le milieu du XVIe siècle. La colline fortifiée et la chapelle constituent depuis 1925 un scheduled monument.